# دونالد إم بلينكن
دونالد ماير بلينكين (11 نوفمبر 1925م - 22 سبتمبر 2022م)، كان رجلَ أعمالٍ ودبلوماسيًّا أمريكيًّا. شغل منصب سفير الولايات المتحدة في المجر من عام 1994م إلى عام 1997م. ابنه، أنتوني بلينكين هو وزير الخارجيّة الأمريكيّ الحالي في رئاسة جو بايدن.

## الحياة المُبكّرة
ُوُلِد بلينكين في 11 نوفمبر 1925م في مدينة نيويورك، وهو ابن موريس بلينكن وزوجته إثيل هورويتز. كان والِدُه ووالِدتُه من أصل يهودي وكان والِدُه في الأصل من كييف (عاصمة أوكرانيا الآن). كان لدى بلينكن شقيقان، آلان وروبرت.
نشأ الأخوان في كلٍّ من مدينة نيويورك ويونكرز، نيويورك. التحقوا بمدرسة هوراس مان. حصل بلينكن على درجة البكالوريوس في الاقتصاد بامتياز مع مرتبةِ الشّرف من جامعة هارفارد في عام 1948، بعد خدمته في سلاح الجو الأمريكيّ خلال الحرب العالمية الثانية في عام 1944.

## المسار المهني
التقى بلينكين بمارك روثكو في عام 1956م. كان رئيسًا لمؤسسة مارك روثكو من عام 1976 إلى عام 1989.
كان بلينكن مُديرًا وأحد مؤسسي EM Warburg Pincus & Company، وهو بنك استثماري في نيويورك. شغل منصب رئيس مجلس الأمناء لجامعة ولاية نيويورك من عام 1978 إلى عام 1990 وسفير الولايات المتحدة في المجر من عام 1994 إلى عام 1997.
في عام 2015، غُيّر اسم أرشيف المجتمع المفتوح في المجر إلى أرشيفات فيرا وجمعية دونالد بلينكن المفتوحة بعد تلقي تبرع كبير من الزوجين.

## الحياة الشخصية
عاش بلينكن في ريفر هاوس وفي إيست هامبتون، نيويورك.
ابنه، أنتوني بلينكين، هو وزير الخارجيّة الأمريكي في رئاسة جو بايدن.
توفيَ بلينكن في إيست هامبتون في 22 سبتمبر 2022م عن عُمرٍ ناهز 96 عامًا 